# じんげい (潜水艦)
 じんげい （ローマ字：JS Jingei, SS-515）は、海上自衛隊の潜水艦。たいげい型潜水艦の3番艦。艦名の「じんげい」は漢字では「迅鯨」と書き、「海の王者たる鯨が波をけたてて疾走するさまを表現したもの」に由来し。この名を受け継いだ日本の艦艇としては、旧海軍の外輪船で御召艦「迅鯨」、迅鯨型潜水母艦1番艦「迅鯨」に続き、3代目となる。1番艦「たいげい」、2番艦「はくげい」と同様、女性乗員最大6人のための専用の居住エリアが就役時からあらかじめ設けられる。
本記事は、本艦の艦暦について主に取り扱っているため、性能や装備等の概要についてはたいげい型潜水艦を参照されたい。

## 艦歴
「じんげい」は、中期防衛力整備計画（31中期防）に基づく令和元年度計画3000トン型潜水艦8130号艦として、三菱重工業神戸造船所で2020年4月24日に起工され、2022年10月12日に同工場で挙行された命名・進水式において、「じんげい」と命名された。2024年3月8日に就役し、第2潜水隊群第4潜水隊に編入され、横須賀に配備された。

### 歴代艦長
| 代       | 氏名     | 在任期間              | 出身校・期 | 前職             | 後職         | 備考     |
| 艤装員長 | 艤装員長 | 艤装員長              | 艤装員長   | 艤装員長         | 艤装員長     | 艤装員長 |
| -------- | -------- | --------------------- | ---------- | ---------------- | ------------ | -------- |
| -        | 佐藤 純  | 2022.10.12 - 2024.3.7 |            |                  | じんげい艦長 |          |
| 艦長     |          |                       |            |                  |              |          |
| 1        | 佐藤 純  | 2024.3.8 -            |            | じんげい艤装員長 |              |          |